# 新潟市美術館
新潟市美術館（にいがたしびじゅつかん）は、新潟市中央区西大畑町5191番地9にある新潟市立の美術館。英文表記は「Niigata City Art Museum」。

## 概要
旧新潟刑務所跡地に建設され、1985年10月13日に「みる、つくる、語る」の3つのモットーを掲げて開館。2012年にはこれをさらに進化させ、①「発見する美術館」、②「学べる美術館」、③「生きている美術館」、④「つながる美術館」、⑤「信頼の美術館」の5つを新しい運営方針の柱として策定した。コレクションは「新潟の昨日・今日・明日」「19-20世紀の美術」「21世紀の美術」の3テーマにそって収集が進められ、2017年3月現在の所蔵品総数は4,764点となっている。
特に、新潟出身の作家では阿部展也の作品収集に力を入れ、初期から晩年までの作品1,387点を所蔵。
国内作家では草間彌生の作品85点、海外作家ではウジェーヌ・カリエールの作品30点の所蔵が際立っている。
また、かつて新潟県庁舎横にあった「BSN新潟美術館」（新潟放送が運営、1964年5月1日開館 - 1985年11月5日閉館）の所蔵品の多くが同美術館の閉館後に寄託されている。
美術館の建物は道路向かいの西大畑公園とともに、新潟市出身の建築家・前川國男の最晩年の設計によるもので、1986年のBCS賞受賞作品である。2012年に導入した美術館のロゴとシンボルマークは服部一成によるデザイン。
2015年の開館30周年に合わせ、施設の大規模改修が行われ、7月19日リニューアル・オープンとなった。
- 開館時間：午前9時30分～午後6時。
- 休館日：月曜日（祝日を除く）、祝日・振替休日の翌日（祝日を除く）、年末年始（12月28日-翌年1月3日）

## コレクション
- ピエール・ボナール「浴室の裸婦」
- オディロン・ルドン「丸い光の中の子供」「黄色いケープ」「光の横顔」
- ウジェーヌ・カリエール「母と子」ほか29点
- パブロ・ピカソ「ギターとオレンジの果物鉢」「貧しい人々」「母の化粧」
- ルネ・マグリット「博学な樹」
- マックス・エルンスト「ニンフ・エコー」「兵士のバラード」
- パウル・クレー「プルンのモザイク」
- ブリジット・ライリー「Drift 1」
- クロード・ヴィアラ「無題」
- オーギュスト・ロダン「死の顔・花子」「空想する女・花子」「バルザックの頭部」
- アントワーヌ・ブールデル「アポロンの首」
- アリスティド・マイヨール「ディナの頭部」
- アルベルト・ジャコメッティ「みつめる頭部」
- アレクサンダー・カルダー「赤、空中のデイジー」
- ジョセフ・コーネル「レーダー天文学」
- 山口長男「縺れた形」
- 瑛九「（作品）」
- オノサトトシノブ「四つの丸（赤・緑・紺）」
- 菅井汲「La lune（月）」
- 大矢紀「風韻」
- 小山田二郎「漂着物」
- 今井俊満「無題」
- 篠原有司男「日本橋」
- 加納光於「稲妻取り」「振りまわす巣房の下でⅢ」
- 高松次郎「形 No.1205」「影（鍵）」「影（鍵）No.176」「紙の単体 No.362」
- 中西夏之「紫・むらさきⅩⅢ」
- 宇佐美圭司「霧の街に沈む」「作品 1963年4月17日」
- 田島征三「種まく女」「霜枯れの畑にいるバッタの霊」
- 田島征彦「こたろう」
- 絹谷幸二「ダリア・ガナッシィーニの肖像」
- 辰野登恵子「Untitled 93-18」
- 草間彌生「流星」「自己消滅」ほか
- 小山正太郎「雨益猛」ほか15点
- 土田麦僊「龍」
- 佐藤哲三「原野」ほか13点
- 横山操「グランドキャニオン」
- 阿部展也「妖精の距離」ほか
- 星襄一「光る木」ほか
- 牛腸茂雄「日々」「見慣れた街の中で」「幼年の『時間』」「扉をあけると」

## 交通
- BRT萬代橋ライン 「古町」停留所より徒歩約12分
  - 本数が最も多く、新潟駅からの乗車時間も短い（約10分）
- 新潟市観光循環バス 「北方文化博物館新潟分館前」バス停より徒歩約10分
新潟駅万代口からの場合、乗車時間は約27分
- 新潟交通 C5 西堀通線・C6 八千代橋線・みなと みなと循環線 「西堀通八番町」バス停より徒歩約5分
これら3路線のうち新潟駅を発着するのは八千代橋線のみで、万代口バスターミナル4番線発着。同駅からの乗車時間は約16分。

## 過去の展示上の問題
2009年（平成21年）7月、「水と土の芸術祭」の会場として同美術館で展示されていた土に藁を混練した土壁状の作品にカビが発生し、隣室の展示作品にも拡大。専門家から他の作品に雑菌が付着して腐敗するおそれがあると指摘された。さらに、翌2010年2月には、展示室でクモや昆虫約40匹が発生しているのが確認された。
同美術館では、同年4月から国宝の中宮寺木造菩薩半跏像及び14点の重要文化財等を展示して企画展「奈良の古寺と仏像」を開催する予定であったが、文化庁は展示作品にカビやクモが発生したことから美術館の運営管理に問題があると判断し、国宝及び重要文化財の展示を認めない方針を決めた。このため、同企画展の同美術館での開催は見送られ、長岡市の新潟県立近代美術館で開催された。
「奈良の古寺と仏像」展の開催は、中心市街地の活性化策としても大いに期待をされていただけに、市民の落胆は大きく、篠田昭市長は、自らを減給30％1か月の処分とするなどしたが、この混迷は、市当局による強引な美術館の人事に起因するものとして、一部世論による厳しい責任の追及もあった。
その後、公募による館長の選任や学芸員の採用・育成などマンパワーの拡充と、施設の大規模改修（2014-15年）を経て、展示保存環境の増強が図られ、2016年には、国宝2点、重要文化財17点を含む「徳川名宝展」を開催。国指定文化財の公開可能館となった。

## 周辺
- 西大畑公園
- 旧齋藤家別邸
- 北方文化博物館 新潟分館
- 安吾 風の館